# Jørgen Jensen (ciclista)
Jørgen Jensen (Odense, 6 de enero de 1947 - Odense, 4 de marzo de 2015) fue un ciclista olímpico danés.

## Biografía
Participó en los Juegos Olímpicos de México 1968. Participó en ciclismo en la modalidad de 2.000 m tándem masculino. Corrió en la sexta serie, quedando por detrás de los Países Bajos, y posteriormente eliminado en la repesca por Hungría, quedando finalmente en la undécima posición final.
Además, durante varios años, fue el presidente del equipo de hockey sobre hielo Odense Ishockey Klub. 
Falleció el 4 de marzo de 2015 en Odense a los 68 años de edad.